# Arive
Arive (em castelhano) ou Aribe (em basco) é um município da Espanha na província e comunidade autónoma de Navarra. Tem 4,04 km² de área e em 2021 tinha 32 habitantes (densidade: 7,9 hab./km²).

## Demografia
| Variação demográfica do município entre 1991 e 2004 | Variação demográfica do município entre 1991 e 2004 | Variação demográfica do município entre 1991 e 2004 | Variação demográfica do município entre 1991 e 2004 |
| --------------------------------------------------- | --------------------------------------------------- | --------------------------------------------------- | --------------------------------------------------- |
| 1991                                                | 1996                                                | 2001                                                | 2004                                                |
| 78                                                  | 70                                                  | 58                                                  | 62                                                  |